# Cine Holliúdy (série de televisão)
Cine Holliúdy é uma série de televisão brasileira produzida e exibida pela TV Globo, e pelo serviço de streaming Globoplay, cujo lançamento da primeira temporada ocorreu em 30 de abril de 2019.
É uma série de Marcio Wilson e Claudio Paiva, inspirada no filme homônimo Cine Holliúdy de 2013, estrelado por Edmilson Filho que também interpreta o protagonista na série. É escrito e dirigido por Halder Golmes. A direção artística é de Patricia Pedrosa e a direção de Halder Gomes e Renata Porto D’Ave.
Conta com Edmilson Filho, Letícia Colin, Heloísa Périssé e Matheus Nachtergaele nos papéis principais. Luisa Arraes e Lorena Comparato juntaram-se ao elenco na 2ª temporada. Foi oficialmente cancelada pela TV Globo em dezembro de 2023, poucos meses depois do término da terceira temporada.

## Produção
As gravações da série ocorreram na cidade de Areias, no interior de São Paulo. Segundo Halder Gomes, era como retomar a linguagem regional já realizada por ele em outros trabalhos: "É como se voltássemos a alguma coisa que eu e Guel Arraes fizemos, como O Auto da Compadecida, Lisbela e o Prisioneiro e O Bem-Amado. Essa linguagem regional tem uma musicalidade no jeito de falar, que parece que você está escrevendo uma poesia". Em vários episódios, há diversas homenagens e referências aos mais variados gêneros do cinema, como terror, faroeste e até os filmes de luta. A produção também introduziu diversos objetos retrô à série, como a jukebox do Cine Holliúdy, e também diversas referências ao Ceará e a objetos que haviam no interior nos anos 70. Roberto Bomtempo, que interpretou o prefeito Olegário nos filmes, não pode fazer a série por estar comprometido com as gravações de Malhação: Toda Forma de Amar; Matheus Nachtergaele foi escalado para substituí-lo.
Em 2020 foi anunciada uma segunda temporada, com Bianca Bin substituindo Letícia Colin, que estava de licença-maternidade. Em março, no entanto, foi anunciado que a nova temporada seria adiada para 2021 devido a pandemia de COVID-19 no Brasil. Por conta da pandemia de COVID-19 no Brasil, a série foi adiada e Luisa Arraes assumiu o lugar de Bianca.

## Exibição
A primeira temporada foi exibida na TV Globo de 7 de maio a 23 de julho de 2019, nas noites de terça-feira, após as novelas O Sétimo Guardião e A Dona do Pedaço.
Os episódios foram reprisados de 7 de julho a 1.° de setembro de 2020, também nas terças-feiras, substituindo a 1.ª temporada de Aruanas e sendo substituída por Amor e Sorte.
A segunda temporada foi exibida de 23 de agosto a 8 de novembro de 2022, nas noites de terça-feira, após as novelas Pantanal e Travessia, substituindo Filhas de Eva e sendo substituída pela décima primeira temporada do The Voice Brasil.
A terceira temporada foi exibida de 27 de abril a 13 de julho de 2023, agora nas noites de quinta-feira, continuando a ser transmitida após as novelas Travessia e Terra e Paixão, substituindo a vigésima terceira temporada do Big Brother Brasil e sendo substituída pela telenovela Todas as Flores, exibida de segunda a sexta-feira após Terra e Paixão (na quarta-feira, após o futebol).
Em dezembro de 2023, a TV Globo confirmou oficialmente o cancelamento da série após três temporadas.
| Temporada | Temporada | Episódios | Exibição original    | Exibição original     |
| Temporada | Temporada | Episódios | Estreia da temporada | Final da temporada    |
| --------- | --------- | --------- | -------------------- | --------------------- |
|           | 1         | 10        | 7 de maio de 2019    | 23 de julho de 2019   |
|           | 2         | 11        | 23 de agosto de 2022 | 8 de novembro de 2022 |
|           | 3         | 12        | 27 de abril de 2023  | 13 de julho de 2023   |

## Enredo

### 1ª Temporada (2019)
Na década de 70, Francisgleydisson - ou simplesmente "Francis" - é o feliz proprietário do Cine Holliúdy, um cinema que é a principal - e única - atração cultural na cidadezinha de Pitombas, interior do Ceará. Prefeito da cidade, Olegário é um sujeito que manda e desmanda no local com uma prepotência diretamente proporcional ao tanto que é frouxo. Quem vê o mandachuva falar grosso no gabinete não imagina a doçura do cabra quando se dirige à nova esposa, importada diretamente de São Paulo; Maria do Socorro, ou "Currinha" para o apaixonado prefeito, chega a esse fim de mundo trazendo na bagagem a filha, Marylin, e o desejo de se tornar  primeira-dama. A chegada de Marylin bate direto no coração de Francis. Este não seria um grande problema se não fosse o fato dela pedir ao prefeito que compre uma televisão para se distrair enquanto sente saudades da cidade grande.
O prefeito, que tem mais medo da mulher do que de ter suas falcatruas descobertas, obedece Maria do Socorro. Com medo de ser acusado de desvio de verbas, Olegário traz a televisão e a coloca em praça pública. O povo, agora, só quer saber das novelas. Com tanta novidade, Francis vê seu cinema minguar. Até que tem uma ideia para encarar a chegada da TV e suas novelas em Pitombas. Já que o povo não quer mais saber dos filmes estrangeiros no Cine Holliúdy, chegou a hora de fazer suas próprias obras. Com ele, não tem essa de roteiro, falas e planejamento. É tudo na base do improviso. Como os recursos são escassos, o moço conta com a ajuda de Munízio, seu braço-direito, e de Marylin, que tem até nome de estrela. Enquanto isso, o prefeito Olegário e seu assessor, Seu Jujuba, ficam às voltas com a oposição de Seu Lindoso, dono do armazém e marido de Belinha. Para vencer as eleições, vale até disputar quem é que dá mais televisões para o povo de Pitombas. Em meio a tanto furdunço, ninguém melhor que o delegado Nervoso para mandar prender e soltar.

### 2ª Temporada (2022)
Embora o cinema esteja em decadência, Francisgleydisson tenta sustentá-lo por meio de suas produções criativas. A notícia de que sua musa inspiradora Marylin não voltará mais para Pitombas para poder seguir a carreira de atriz por este mundão é outro motivo de desânimo. Ele sabe que não será fácil encontrar uma nova protagonista para seus filmes, tampouco um novo amor.
Com as flores em punho e perseverando, como sempre, ele se depara com Francisca na rodoviária. Coisas do destino. A jovem chega a Pitombas com o objetivo de encontrar seu pai desconhecido. No primeiro momento, seu jeito não atrai Francis. Empoderada, pé no chão e avessa aos romances e casamentos, Francisca chega para se tornar a nova protagonista dos seus filmes. Não sem antes enfrentar a fúria de Formosa, filha de Lindoso e Belinha, que, apaixonada por Francis, faz de tudo para tirar a jovem do seu caminho.
Munízio, amigo fiel de Francis, investe em acalmar e conquistar o coração de Formosa com seu jeito doce e enrolado. Apesar de ser ignorado por ela, a esperança é mudar o rumo dessa história.
Para Socorro, prefeita de Pitombas, um novo tempo paira sobre a cidade. Novos conflitos surgem diante das mulheres, que estão cada vez mais em evidência. Olegário não aceita muito bem ser coadjuvante da esposa. Ela, ao assumir a prefeitura, se recusou a fazer parte das falcatruas do marido e por isso enfrenta seus deslizes e os protestos frequentes dos vereadores da cidade que, em sua maioria da oposição, causam um rebuliço na nova gestão.

### 3ª Temporada (2023)
Francisgleydisson continua sendo um cabra apaixonado pela sétima arte, que tenta de tudo para manter vivo seu estabelecimento, enquanto os moradores seguem encantados nas modernidades da televisão. Mas, dessa vez, um investidor misterioso surge na vida de Francis. Um figurão de terno vermelho propõe dinheiro e prosperidade em troca da alma do sujeito.
A oportunidade cai como uma luva, já que, mesmo depois de fazer “uma pá de filmes” em cearencês para tentar atrair a clientela, o sucesso das novelas continuou a esvaziar a sala do único cinema da redondeza, que Francis toca com a ajuda de Munízio, seu melhor amigo. Com dívida até o pescoço, Francis começa a ser ameaçado por credores sanguinários, e percebe que a única saída para não vender seu maior tesouro vai ser fechar negócio com o tal empresário. Mas o pacto não vai agradar nem um pouco Rosalinda, a mocinha que arrebatou o coração do inadimplente. A cantora de forró que decide largar tudo para trás ao chegar em Pitombas com sua banda itinerante, só para viver o romance com Francis – e vai exigir dele a mesma entrega e dedicação.
No comando da cidade, a prefeita Socorro enfrenta uma crise política e é destituída do cargo. Seu casamento com Olegário também não está na melhor fase, e quem se aproveita da situação é Lindoso, dono do armazém de Pitombas e presidente da Câmara, que assume a prefeitura. Agora primeira-dama, Belinha adota um visual mais elegante, com o penteado inspirado em Socorro. Em meio as acusações de corrupção, a ex-prefeita, então, decide se passar por outra pessoa para disputar novamente o cargo. Dessa vez, com direito a bigode e costeleta, ela cria o personagem Tião Ferrabrás, e adere roupas consideradas masculinas para conseguir o respeito e a aceitação dos conservadores pitombenses.

## Elenco

### Principal
| Ator/Atriz           | Personagem                                      | Temporadas | Temporadas | Temporadas |
| Ator/Atriz           | Personagem                                      | 1ª 2019    | 2ª 2022    | 3ª 2023    |
| -------------------- | ----------------------------------------------- | ---------- | ---------- | ---------- |
| Edmilson Filho       | Francisgleydisson Peixoto da Silveira (Francis) |            |            |            |
| Letícia Colin        | Maria Marylin da Silva                          |            | —          | —          |
| Luisa Arraes         | Francisca Maciel                                | —          |            | —          |
| Larissa Goes         | Rosalinda                                       | —          | —          |            |
| Matheus Nachtergaele | Prefeito Olegário Maciel                        |            |            |            |
| Heloísa Périssé      | Maria do Socorro Silva Maciel (Currinha)        |            |            |            |
| Gustavo Falcão       | Seu Jujuba                                      |            |            |            |
| Haroldo Guimarães    | Munízio                                         |            |            |            |
| Carri Costa          | Lindoso da Fonseca                              |            |            |            |
| Solange Teixeira     | Belinha da Fonseca                              |            |            |            |
| Lorena Comparato     | Formosa da Fonseca                              |            |            |            |
| Falcão               | Cego Isaías                                     |            |            |            |
| Frank Menezes        | Delegado Nervoso                                |            |            |            |
| Cacá Carvalho        | Padre Raimundo                                  |            |            |            |
| Alexandre Borges     | Diabo                                           | —          | —          |            |
| Flávio Bauraqui      | Doutor Odílio                                   | —          |            |            |
| Ângelo Flávio        | Doutor Odílio                                   |            | —          | —          |

### Participações especiais
| Lista de participações especiais | Lista de participações especiais | Lista de participações especiais |
| 1º Temporada (2019)              | 1º Temporada (2019)              | 1º Temporada (2019)              |
| Intérprete                       | Personagem                       | Episódio                         |
| -------------------------------- | -------------------------------- | -------------------------------- |
| Ingrid Guimarães                 | Rebeca Afrânia das Dores Maciel  | Episódio 2                       |
| Chico Díaz                       | Coronel Pandolfo                 | Episódio 3                       |
| Bolachinha                       | Marciano                         | Episódio 3                       |
| Rafael Infante                   | Armando Fagundes                 | Episódio 4                       |
| Joao Netto                       | Cocão das Bila                   | Episódio 5                       |
| Roberta Wermont                  | Maria                            | Episódio 5                       |
| Miguel Falabella                 | Miguel da Silva                  | Episódio 6                       |
| Charles Paraventi                | Morte                            | Episódio 6                       |
| Paulo Bordhin                    | Sherlock Holmes                  | Episódio 6                       |
| Lorena Comparato                 | Formosa da Fonseca               | Episódio 7                       |
| Batoré                           | Governador Pimpo                 | Episódio 7                       |
| Denis Lacerda                    | Pimpão                           | Episódio 7                       |
| Rafael Cortez                    | Brucéli                          | Episódio 8                       |
| Bruno Garcia                     | Euzébio                          | Episódio 8                       |
| Fabio Goulart                    | Quebra-Quengo                    | Episódio 8                       |
| Vitor Miranda                    | Ted Boy Bigorna                  | Episódio 8                       |
| Ney Latorraca                    | Cond Vlad                        | Episódio 9                       |
| Elisa Porto                      | Josilete                         | Episódio 9                       |
| Michel Melamed                   | Lourival Neto                    | Episódio 10                      |
| Tonico Pereira                   | Comprador do Cine Holliúdy       | Episódio 10                      |
| 2º Temporada (2022)              |                                  |                                  |
| Stepan Nercessian                | Governador do Ceará              | Episódio 1                       |
| Therla Duarte                    | Primeira Dama do Ceará           | Episódio 1                       |
| Wal Schneider                    | Pitombense                       | Episódio 1                       |
| Gero Camilo                      | Chico Pipoco                     | Episódio 4                       |
| Prazeres Barbosa                 | Pitombense                       | Episódio 4                       |
| Luíza Tomé                       | Madalena Joyce                   | Episódio 6                       |
| Eduardo Sterblitch               | Leôncio Tudo Ruim                | Episódio 6                       |
| Nanda Costa                      | Luna, a Konga                    | Episódio 8                       |
| Suzy Lopes                       | Mulher Barbada                   | Episódio 8                       |
| Márcio Vito                      | Igor                             | Episódio 8                       |
| Maria Mônica Passos              | Beata                            | Episódio 8                       |
| Lucas Veloso                     | Saia Vermelha                    | Episódio 9                       |
| 3º Temporada (2023)              |                                  |                                  |
| Stepan Nercessian                | Governador do Pará               | Episódio 1                       |
| Zéu Britto                       | Marvado                          | Episódio 1                       |
| Bianca Manicongo                 | Perversa                         | Episódio 1                       |
| Linn da Quebrada                 | Lili                             | Episódio 5                       |
| Ariclenes Barroso                | Biro Lee                         | Episódio 6                       |
| Vladimir Brichta                 | Cara de Vaca                     | Episódio 8                       |
| Max Petterson                    | Agente C.B.                      | Episódio 10                      |
| Tadeu Mello                      | Agente J.P.                      | Episódio 10                      |
| Samantha Schmütz                 | Tamara                           | Episódio 12                      |
| Heloísa Jorge                    | Madalena                         | Episódio 13                      |

## Audiência
Em sua estreia, a série registrou 25,1 pontos. O último episódio da temporada marcou 22,2 pontos. Teve média geral de 22,9 pontos.
Com a reestreia da 1ª Temporada em 7 de julho de 2020, a série marcou 22,7 pontos.
A estreia da 2ª Temporada marcou 20,6 pontos. O último episódio da 2ª Temporada marcou 16,2 pontos. Teve média geral de 17,9 pontos.
A estreia da 3ª Temporada marcou 18,4 pontos. O último episódio da 3ª Temporada marcou 16,8 pontos. Teve média geral de 17,4 pontos.

## Prêmios e indicações
| Ano  | Prêmio                             | Categoria                                    | Indicado      | Resultado | Ref.   |
| ---- | ---------------------------------- | -------------------------------------------- | ------------- | --------- | ------ |
| 2019 | Melhores do Ano                    | Melhor Atriz de Série, Minissérie ou Seriado | Letícia Colin | Indicada  | [ 39 ] |
| 2020 | Grande Prêmio do Cinema Brasileiro | Melhor Melhor Série Ficção (TV Aberta)       | Cine Holliúdy | Venceu    | [ 39 ] |